# Kevin Krook
Kevin Bradley Krook (Kanada, Alberta, Cold Lake, 1958. április 5. –) kanadai jégkorongozó.

## Karrier
Komolyabb junior karrierjét a BCJHL-es Bellingham Blazers kezdte 1974–1975-ben. A következő szezonban már a WCJHL-ben játszott a New Westminster Bruins. 1976–1977-ben szerepelt a Calgary Centennialsban és a Regina Patsben. A következő idényt is a Regina Patsben töltötte. Az 1978-as NHL-amatőr drafton a Colorado Rockies választotta ki a kilencedik kör 142. helyén. Játszott az IHL-es Muskegon Mohawks 39 mérkőzést és az NHL-ben három mérkőzést. 1979-ben visszavonult.